# 塞族共和国国民议会

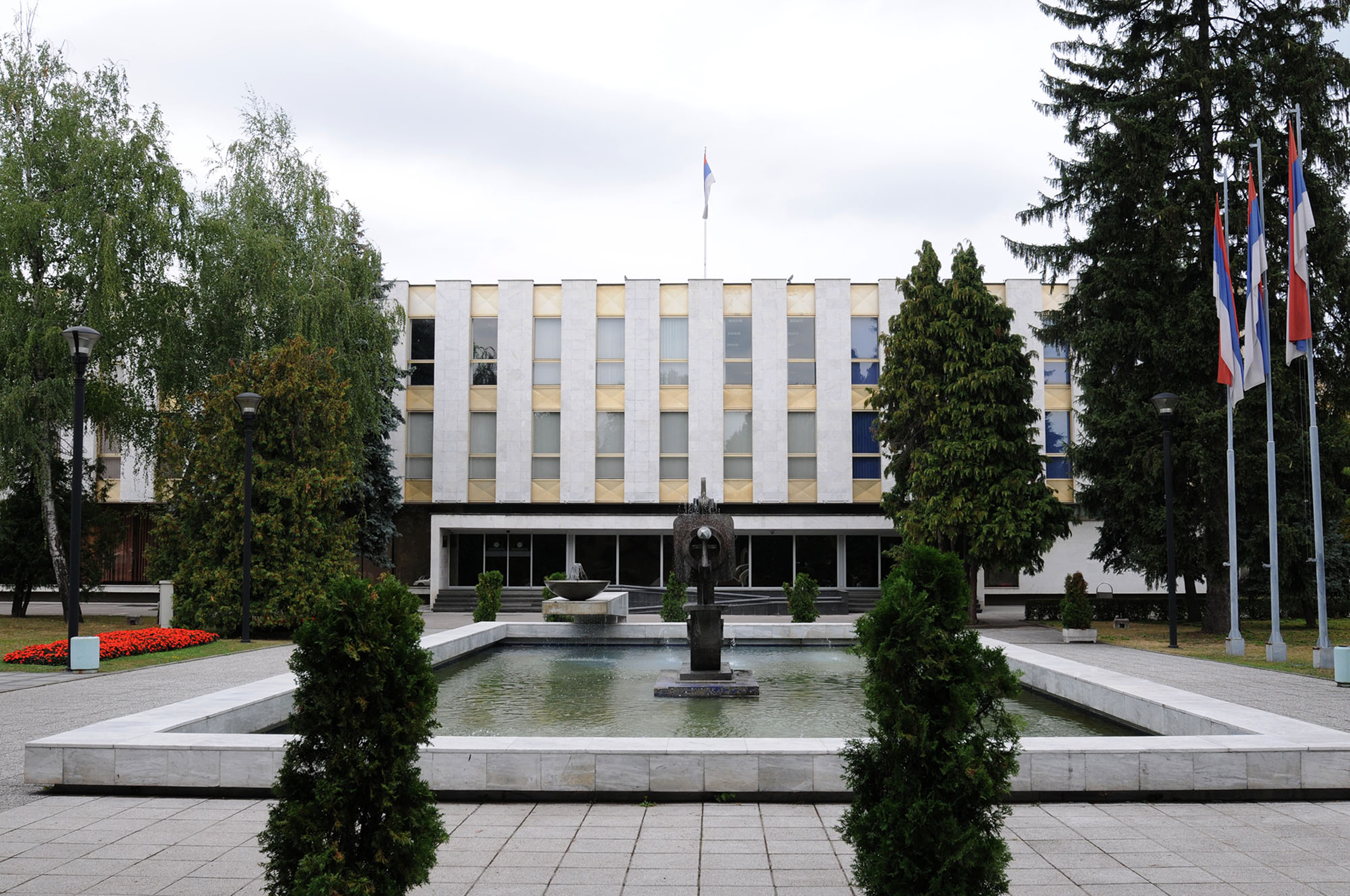
位於巴尼亞盧卡的议会大廈

塞族共和国国民议会是塞族共和国的的最高立法和宪法机构。国民议会实行一院制，由83名议员组成，现任国民议会主席是来自塞尔维亚联盟的内纳德·斯特万迪奇。
来自 11 个选举名单的代表被选入当前的第 11 届会议。议会多数目前由以下几组代表组成：
- 独立社会民主人士联盟 ——29名议员
- 社会党 —— 5 名议员
- 民主联盟 —— 5 名议员
- 塞尔维亚联盟 ——4 名议员
- 塞尔维亚人民党 ——3名议员

## 历史
国民议会前身是成立于1991年10月24日的波士尼亞與赫塞哥維納塞尔维亚人民大會。在萨拉热窝举行的第一次会议，通过了《关于塞尔维亚人民留在南斯拉夫共同国的宣言》。1991年11月9日至10日，波士尼亞與赫塞哥維納的塞爾維亞人舉行全民公投。
1992年1月9日，塞族共和国国民议会通过了《波斯尼亚和黑塞哥维那塞尔维亚人民共和国宣言》。1992年2月28日，塞族共和国国民议会通过了《塞族共和国宪法》。之后根据公投结果，塞族共和国宣布为南斯拉夫联盟共和国内的一个成员国。
由於波斯尼亞戰爭，议会遷至帕莱。大会历史上最长的会议之一于1993年5月5日举行，代表们讨论了万斯—欧文计划长达17个小时。2008年，塞族共和国国民议会迁至巴尼亚卢卡。
战争结束后，随着《代顿协定》（1995年）的签署，塞族共和国国民议会由人民在直接议会选举中选出的83名代表组成。自2002年起，人民代表任期四年。

## 国民议会的召开
国民议会目前召开了十一届议会：
- 第一届国民议会（1991年10月24 日 - 1996年9月14日）
- 第二届国民议会（1996年10月19 日 - 1997年12月27日）
- 第三届国民议会（1997年12月27 日 - 1998年10月19日）
- 第四届国民议会（1998年10月19 日 - 2000年12月16日）
- 第五届国民议会（2000年12月16日  - 2002年11月28日）
- 第六届国民议会（2002年11月28 日 - 2006年11月9日）
- 第七届国民议会（ 2006年11月9 日 - 2010年11月15 日）
- 第八届国民议会（ 2010年11月15 日 - 2014年11月24 日）
- 第九届国民议会（ 2014年11月24 日 - 2018年11月19日 ）
- 第十届国民议会（2018年11月19日  - 2022年11月15日）
- 第 十一届国民议会（2022年11 月 15 日  - 至今）

## 历任领导人
塞族共和国国民议会议长：
1. Момчило Крајишник（1991 年 10 月 25 日 - 1996 年 5 月）（由第一届国民议会选出）
2. Драган Калинић（1996 年 5 月 - 1998 年 11 月 4 日）（由第一届、第二届、第三届国民议会选出）
3. Петар Ђокић（1998年11月4日 - 2000年12月16日）（由第四届国民议会选出）
4. Драган Калинић（2000 年 12 月 16 日 - 2004 年 6 月 29 日）（由第五届、第六届国民议会选出）
5. Душан Стојичић（2004 年 7 月 20 日 - 2006 年 2 月 28 日）（由第六届国民议会选出）
6. Игор Радојичић（2006 年 2 月 28 日 - 2014 年 11 月 24 日）（由第六届、第七届、第八届国民议会选出）
7. Недељко Чубриловић（2014 年 11 月 24 日 - 2022 年 11 月 15 日）（由第九届、第十届国民议会选出）
8. Ненад Стевандић（自 2022 年 11 月 15 日 - 至今）（由第十一届国民议会选出）

## 组成机构
1. 经济金融委员会
2. 立法委员会
3. 政治体制、司法和行政委员会
4. 国防与安全委员会
5. 保护难民和流离失所者权利委员会
6. 信访、建议和社会监督委员会
7. 平等机会委员会
8. 环境保护委员会
9. 宪法事务委员会
10. 养恤金和伤残保险领域情况监测委员会
11. 退伍军人和残疾人保护委员会
12. 教育、科学、文化和信息委员会
13. 卫生、劳工和社会政策委员会
14. 青年事务委员会
15. 农业、林业和水资源管理委员会
16. 欧洲一体化和区域合作委员会

## 位置
塞族共和国国民议会所在地位于巴尼亚卢卡，地址为 Trg jasenovački žrtava 1（在南斯拉夫人民军大楼和塞族共和国军大楼的旧址内）。议会大楼前是亚塞诺瓦茨受难者广场，广场上有恐怖白杨树纪念碑。